# 1101 Clematis
1101 Clematis là một tiểu hành tinh bay quanh Mặt Trời. Ban đầu nó có tên là 1928 SJ. Nó được đặt tên cho hoa clematis.